# Festival Kurokawa nō

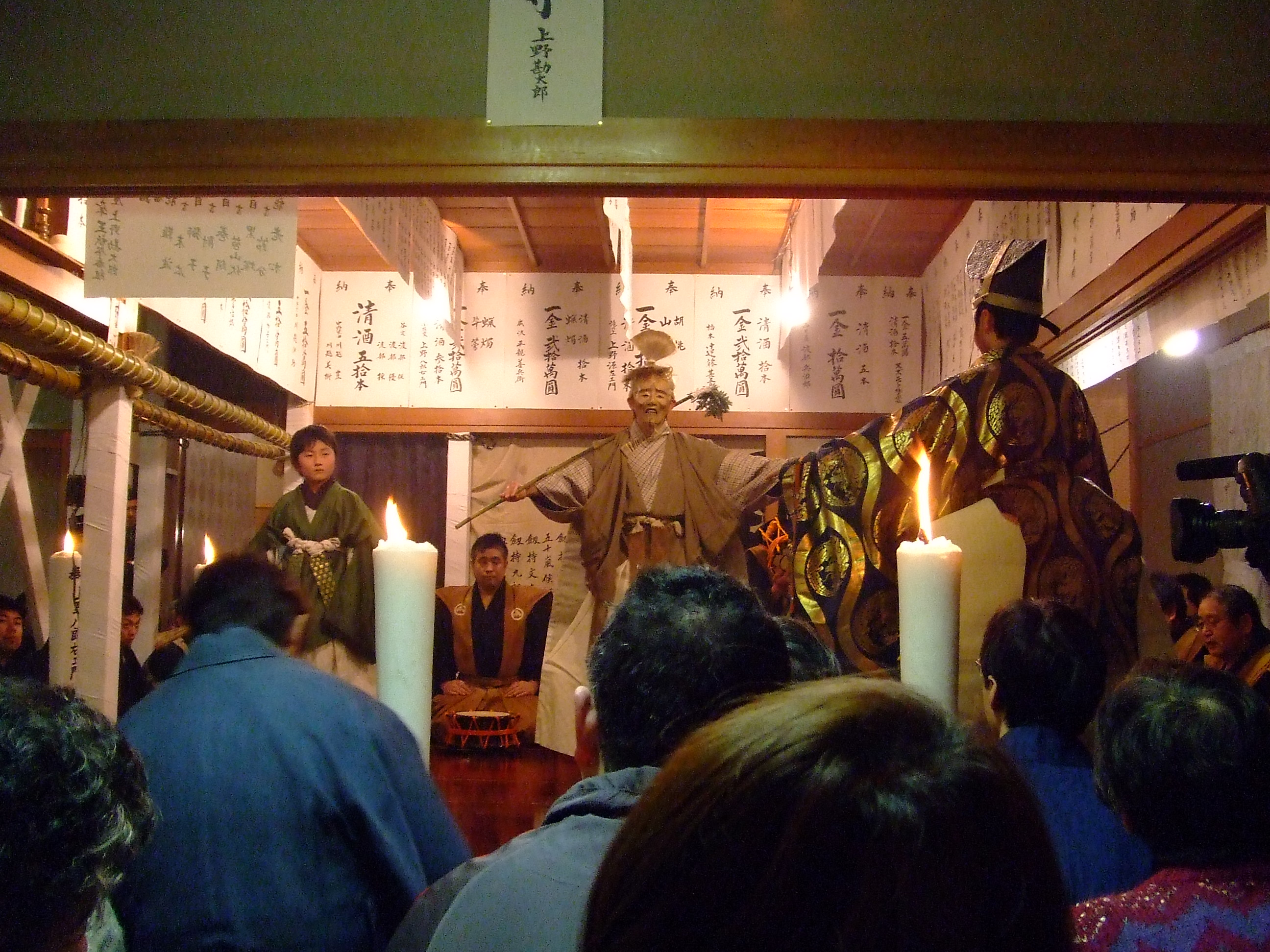
Représentation donnée dans une maison résidentielle spécialement aménagée, durant le festival Kurokawa nō en février 2007.

Le festival Kurokawa nō (黒川能) est un festival de théâtre nō qui se tient à Kushibiki-chō dans la ville de Tsuruoka, préfecture de Yamagata au Japon. Il est officiellement reconnu bien culturel immatériel du Japon en 1976,.